# Матија Барл
Матија Барл (Љубљана, 17. фебруар 1940 — Копар, 3. август 2018) био је југословенски и словеначки глумац, продуцент и преводилац. Широј јавности остао је упамћен по улози Кекеца у истоименом југословенском филму из 1951. године.

## Биографија
Рођен је 17. фебруара 1940. године у Љубљани. Када је имао 11 година, отишао је на аудицију и изабран међу хиљадама деце за улогу у филму Кекец, 1951. године. Као млад тренирао је борилачке вештине, рвање и џудо.
Завршио је драматургију на Академији за позориште, радио, филм и телевизију Универзитета у Љубљани. Године 1962. преселио се у Немачку, где је радио као независни продуцент, преводилац и повремено као глумац.
Старост је провео у месту Марезиге у Копру, где је и преминуо 3. августа 2018. године у 79. години живота

## Филмографија
| Год.   | Назив                     | Улога |
| ------ | ------------------------- | ----- |
| 1950-е |                           |       |
| 1951.  | Кекец                     | Кекец |
| 1959.  | Добри стари клавир        |       |
| 1970-е |                           |       |
| 1978.  | Црно и бело као дан и ноћ |       |
| 2000-е |                           |       |
| 2002.  | Заборављено благо         |       |

### Менаџер продукције
- Мадам Помпадур (1974)
- Црно и бело као дан и ноћ (1978)
- Oral history (1982)

### Помоћник редитеља
- Ђаво у љубави (1971)
- Das provisorische Leben (1971)

### Продуцент
- Oral history (1982)
- Бог нам више не верује (1982)